# Isolabona
Isolabona este o comună din provincia Imperia, regiunea Liguria, Italia, cu o populație de 677 locuitori (1 ianuarie 2023) și o suprafață de 12,35 km².

## Demografie
Isolabona - evoluția demografică

|  | Graficele sunt indisponibile din cauza unor probleme tehnice. Mai multe informații se găsesc la Phabricator și la wiki-ul MediaWiki. |

Date: Recensăminte sau birourile de statistică - grafică realizată de Wikipedia